# Jan Dankiewicz
Jan Dankiewicz (ur. 4 grudnia 1893 w Rymanowie, zm. wiosną 1940 w Katyniu) – doktor medycyny, lekarz internista i uzdrowiskowy, kapitan rezerwy lekarz Wojska Polskiego, ofiara zbrodni katyńskiej.

## Życiorys
Urodził się 4 grudnia 1893 w Rymanowie. Był synem Szymona (tamtejszy szewc) i Walerii z domu Soleckiej. Miał brata Franciszka (ur. 1885). Od 1904 uczył się w C. K. Gimnazjum w Sanoku, kończąc II klasę w 1906.
Podjął studia medycyny na Wydziale Lekarskim Uniwersytetu Lwowskiego. Po wybuchu I wojny światowej, 26 sierpnia 1914 wstąpił do Legionów Polskich, po czym w ramach II Brygady służył w szeregach 1 pułku artylerii (kolejno w baterii nr 1, 3 i 4). W tym czasie przeszedł szlak bojowy swojego oddziału uczestnicząc m.in. w bitwach pod Delatynem i pod Rafajłową. Po kryzysie przysięgowym i rozwiązaniu Legionów latem 1917 wstąpił do Polskiego Korpusu Posiłkowego. Później został wcielony do cesarskiej i królewskiej armii i pozostawał w niej do schyłku wojny w jesieni 1918. 
Po odzyskaniu przez Polskę niepodległości wstąpił do Wojska Polskiego i jednocześnie kontynuował przerwane przez wojnę studia medyczne. Następnie brał udział w wojnie polsko-ukraińskiej oraz latem 1920 w wojnie polsko-bolszewickiej jako ochotniczy plutonowy sanitarny w baterii zapasowej 12 pułku artylerii polowej. W uznaniu jego odwagi i poświęcenia na rzecz opieki nad rannymi został awansowany do stopnia podporucznika sanitarnego 19 stycznia 1921. Następnie 20 marca 1921 został urlopowany bezterminowo i przeniesiony do rezerwy. Został awansowany do stopnia porucznika. Później do stopnia kapitana podlekarza rezerwy ze starszeństwem z dniem 1 czerwca 1919. W 1923, 1924 jako oficer rezerwowy był przydzielony do o 6 batalionu sanitarnego we Lwowie. Przeniesiony do rezerwy był przydzielony do Korpusu Oficerów Sanitarnych w 1934. W 1934 w stopniu kapitana lekarza rezerwy był w kadrze zapasowej 10 Szpitala Okręgowego i był wówczas przydzielony do Powiatowej Komendy Uzupełnień Sanok.
W 1924 uzyskał dyplom lekarski z tytułem doktora medycyny na Wydziale Lekarskim Uniwersytetu Jana Kazimierza we Lwowie. W tym czasie zamieszkiwał przy lwowskim placu Bernardyńskim 3. Później zawodowo pracował jako lekarz zakładowy w specjalizacji internisty w uzdrowisku Rymanów-Zdrój. Wraz z dr Janem Woytkowskim był popularyzatorem tego miejsca. Zamieszkiwał w Rymanowie. Pełnił funkcję prezesa Rymanowskiej Kasy dla Rzemieślników i Rolników. Był członkiem Lwowskiej Izby Lekarskiej do 1939.
Po wybuchu II wojny światowej był przydzielony do 10 Szpitala Okręgowego w Przemyślu w ramach Okręgu Korpusu Nr X. Po agresji ZSRR na Polskę z 17 września 1939 w niewyjaśnionych okolicznościach został aresztowany przez Sowietów. Był przetrzymywany w obozie jenieckim w Kozielsku. Wiosną 1940 został przewieziony do Katynia i tam zamordowany przez funkcjonariuszy Obwodowego Zarządu NKWD w Smoleńsku oraz pracowników NKWD przybyłych z Moskwy na mocy decyzji Biura Politycznego KC WKP(b) z 5 marca 1940. Pogrzebano go w bezimiennej mogile zbiorowej, gdzie od 28 lipca 2000 mieści się oficjalnie Polski Cmentarz Wojenny w Katyniu. W miejscu tym prowadzone były ekshumacje i prace archeologiczne. W 1943 jego ciało zostało zidentyfikowane w toku ekshumacji prowadzonych przez Niemców pod numerem 4096, a przy zwłokach zostały odnalezione: legitymacja oficera rezerwy, książeczka wojskowa Legionów Polskich z I wojny światowej 914/18, wizytówki oraz dwie pocztówki. Figuruje na liście wywózkowej z 2 kwietnia 1940. 
Jego żoną była Marią, z którą miał synów Janusza i Wiesława.

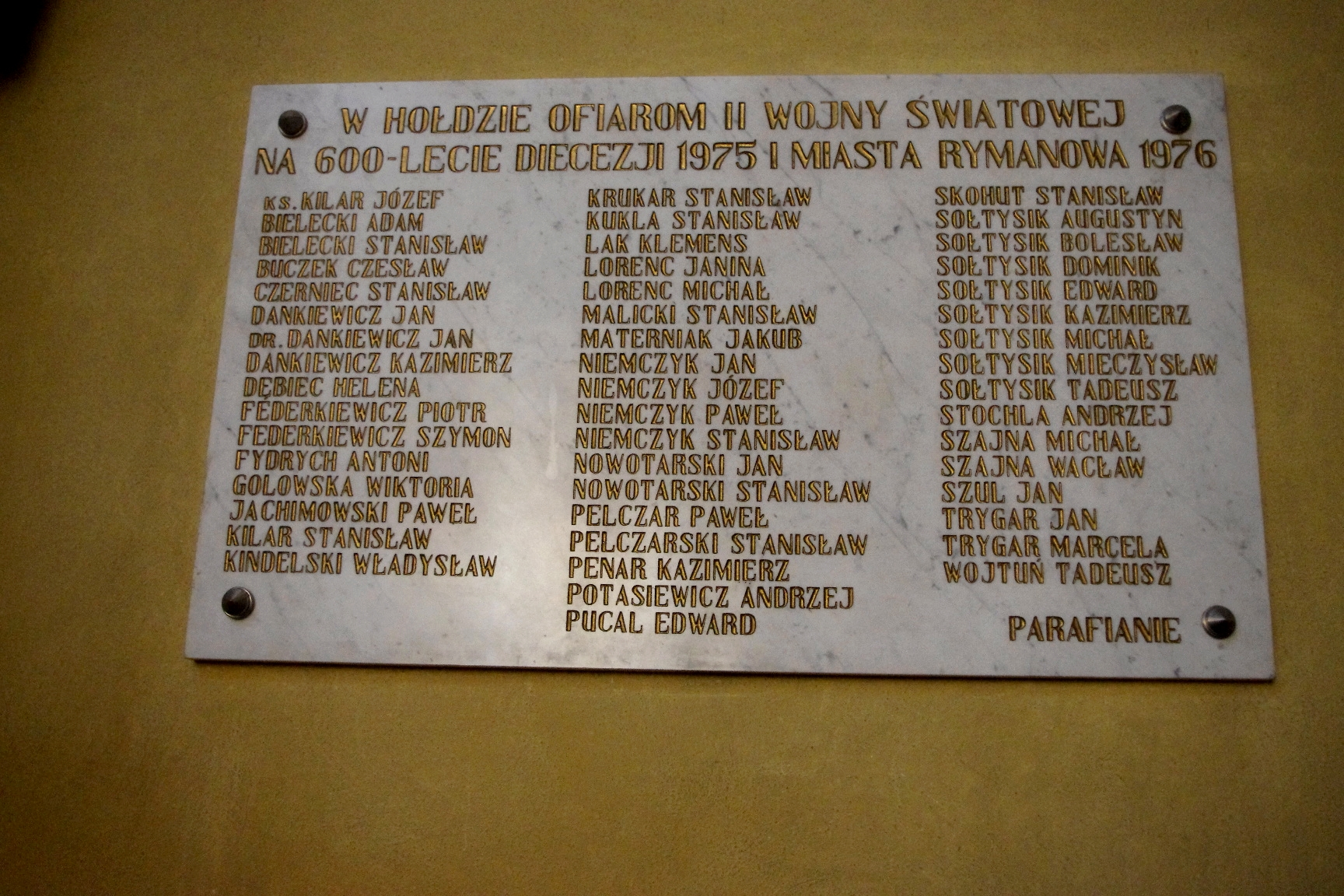
Tablica w rymanowskiej kościele parafialnym

## Upamiętnienie
5 października 2007 roku Minister Obrony Narodowej Aleksander Szczygło awansował go pośmiertnie do stopnia majora. Awans został ogłoszony 9 listopada 2007 roku w Warszawie, w trakcie uroczystości „Katyń Pamiętamy – Uczcijmy Pamięć Bohaterów”.
14 kwietnia 2012, w ramach akcji „Katyń... pamiętamy” / „Katyń... Ocalić od zapomnienia”, przy cmentarzu rzymskokatolickm parafii św. Wawrzyńca w rodzinnym Rymanowie został zasadzony Dąb Pamięci honorujący Jana Dankiewicza.
Dr Jan Dankiewicz został wymieniony na tablicy upamiętniającej rymanowskie ofiary II wojny światowej, ustanowionej w połowie lat 70. w kościele św. Wawrzyńca w Rymanowie.
Jest jednym z kilkuset lekarzy pochowanych na Polskim Cmentarzu Wojennym w Katyniu i upamiętnia go tabliczka epitafijna nr 585. 

## Odznaczenie
- Krzyż Niepodległości – 17 września 1932 „za pracę w dziele odzyskania niepodległości"[41][3]